# Бакингхем (Квебек)
Бакингхем (англ. Buckingham) — бывший город в канадской провинции Квебек, регион Оттава. С 1 января 2002 г. включён в состав города Гатино. По состоянию на 2006 г. население Бакингхема составляло 22 078 человек

## История

### Основание
В 1799 г. земли, на которых сейчас располагается Бакингхем, были дарованы вышедшему в отставку британскому военному Джону Робертсону. Первые поселенцы обосновались здесь в 1823 г., тогда же была построена первая мельница. В последующие годы начался приток жителей в Бакингхем.

### Начало деревозаготовительной промышленности
В 1812 г. Наполеон Бонапарт начал режим континентальной блокады, вынудившей британцев искать источники древесины за пределами континентальной Европы. Вскоре после этого в Верхней Канаде были обнаружены большие территории, где произрастали деревья строительных пород. В течение более чем столетия деревозаготовительная промышленность была основным источником доходов Верхней Канады и до сих пор остаётся важной отраслью канадской промышленности. Тем не менее, первая лесопилка, построенная Группой Бигелоу, появилась здесь лишь в 1837 г.

### Династия Макларенов
В течение всей истории города важную роль в его экономике и развитии играла династия Макларенов, контролировавшая многие сферы местной экономики.
Макларены, поселившиеся в регионе Оттава с 1840 г., доминировали в лесной промышленности в течение более столетия. В 1864 г. Джеймс Макларен построил в Бакингхеме лесопилку. После его смерти в 1892 г. компанию приобрели двое его братьев. Они же в 1894 г. создали в Бакингхеме компанию по производству спичек, которая была зарегистрирована год спустя. Позднее Макларены приобрели контроль над местным рынком электричества от гидростанций, а также стали контролировать рынки недвижимости и спорта. В начале Великой депрессии они соорудили дамбу на реке Дюльевр, и ещё одну в 1950-е гг. у Массона.

### Убийство профсоюзных лидеров
8 октября 1906 г. двое профсоюзных лидеров были убиты в Бакингхеме агентами семьи Макларенов. Тома Беланже (Thomas Belanger) и Франсуа Терио (Francois Theriault) были председателем и секретарём-казначеем местного профсоюза, основанного несколькими месяцами ранее.
После убийства Макларены включили в «чёрный список» всех членов профсоюза и не давали им работы до 1944 г., когда профсоюз получил официальное признание. В период до 1944 г. население Бакингхема сократилось, так как многие переехали в другие города, чтобы найти там работу.
Несмотря на могущество Макларенов, на убийство профсоюзных лидеров город ответил акцией массовой скорби. В день похорон многие магазины закрылись, люди выстроились вдоль улиц, чтобы отдать последние почести погибшим. После похорон на могилах были воздвигнуты памятники. Письма поддержки приходили со всего Квебека, а также из других мест в Канаде и США.

### Упадок Макларенов
Макларены оказали большое влияние на Бакингхем и соседние территории, в честь них названы улица и парк. Тем не менее, в середине 20 в. начался их упадок, а в последней четверти века они продали часть своих активов компаниям Noranda Inc. и Nexfor.
Федерация трудящихся Квебека (FTQ) потребовала изменить название улицы Макларенов на улицу Памяти 8 октября 1906 года, в память об убитых профсоюзных лидерах, однако этому воспротивились многие жители Бакингхема.

### Неудачное слияние
В период 1975—1980 гг. тауншипы Бакингхем, Нотр-Дам-де-ла-Салет, Л'Анж-Гардьен, Бакингхем-Саут-Ист, Бакингхем-Уэст, Анже и Массон были слиты в один муниципалитет.

### Включение в состав Гатино
1 января 2002 г. город Бакингхем, население которого к тому времени насчитывало 12000 жителей, был включён в состав новообразованного города Гатино в рамках Законопроекта 180 — масштабного проекта по укрупнению муниципалитетов, который проводила правящая Квебекская партия. Проект внесла на рассмотрение квебекского парламента министр муниципальных дел Луиза Арель, изучив перед этим результаты исследования муниципалитетов.
В 2003 г. пришедшая к власти Либеральная партия Квебека во главе с Жаном Шаре пообещала провести референдумы о разукрупнении муниципалитетов. Референдум в Бакингхеме прошёл 20 июня 2004 г. Большинство его участников высказалось против отделения от Гатино.

### Бакингхемский фестиваль
С 1991 г. ежегодно в июле в Бакингхеме проводится фестиваль «Бакингхемский праздник», фр. Buckingham en Fête на территории Парка Макларенов. В фестивале принимали участие известные артисты Квебека. Однако в последние годы из-за недостатка финансирования фестиваль практически угас, хотя официально не отменён.